# 4684 Bendjoya
4684 Bendjoya (1978 GJ) là một tiểu hành tinh vành đai chính được phát hiện ngày 10 tháng 4 năm 1978 bởi Debehogne, H. ở La Silla.